# Aphanogmus canadensis
Aphanogmus canadensis är en stekelart som beskrevs av Whittaker 1930. Aphanogmus canadensis ingår i släktet Aphanogmus och familjen pysslingsteklar. Inga underarter finns listade i Catalogue of Life.